# سرای آقا
سرای آقا مربوط به دوره صفوی است و در اصفهان، خیابان هارونیه، بازارچه باغچه عباسی واقع شده و این اثر در تاریخ ۲۳ شهریور ۱۳۸۲ با شمارهٔ ثبت ۱۰۲۲۱ به‌عنوان یکی از آثار ملی ایران به ثبت رسیده است.